# Polly Shannon
Pour les articles homonymes, voir Polly et Shannon.
Polly Shannon, née le 1er septembre 1973 à Kingston en Ontario, est une actrice, productrice et scénariste canadienne.

## Biographie
Fille de Michael Shannon et de Mary-Makey Smith, elle naît à Kingston en Ontario au Canada le 1er septembre 1973.

## Filmographie

### Comme actrice
- 1992 : Catwalk ("Catwalk") (série TV) : Nina Moore (1992-1994)
- 1993 : De l'amour et des restes humains (Love & Human Remains) : la seconde victime
- 1994 : Intervention immédiate (No Contest) : Candice 'Candy' Wilson, Miss U.S.A.
- 1995 : Au-delà du viol (Fight for Justice: The Nancy Conn Story) (TV) : Carol
- 1995 : Arbalète et rock'n roll (A Young Connecticut Yankee in King Arthur's Court) : Alisande / Alexandra
- 1996 : Frankenstein and Me : Elizabeth
- 1996 : Danielle Steel: Un si grand amour (No Greater Love) (TV) : Helen Horowitz
- 1996 : Snowboard Academy : Tori
- 1996 : Devil's Food (TV)
- 1997 : End of Summer (TV) : Maid
- 1998 : Amoureux d'une ombre (TV) : Sandra / Nicky Applewhite
- 1998 : Rendez-vous à la Maison-Blanche (My Date with the President's Daughter) (TV) : Cashier
- 1998 : Sale Boulot : Toni-Ann
- 1999 : The Girl Next Door (TV) : Fiona Winters
- 1999 : The Sheldon Kennedy Story (TV) : Jana
- 2000 : Daydream Believers: The Monkees Story (TV) : Phyllis Nesmith
- 2000 : Destins croisés (TV) (Twice in a Lifetime) : (2 épisodes, "What She Did for Love" et "The Escape Artist", 1999-2000), Vicky Sue
- 2000 : Rivales (The Stalking of Laurie Show) (TV) : Christine
- 2001 : Harvard Story (Harvard Man) : Juliet
- 2001 : Triangle maudit (The Triangle) (TV) : Julia Lee
- 2002 : Men with Brooms : Joanne
- 2002 : Trudeau (feuilleton TV) : Margaret Trudeau
- 2002 : Street Time (it) (série TV)
- 2002 : Jeremiah : Polly (Saison 1, épisode 15)
- 2003 : TrueSexLies : Jackie
- 2003 : Contamination mortelle (Do or Die) (TV) : Ruth Hennessey
- 2004 : Ham & Cheese : Lucy (MOW Detective)
- 2004 : Direct Action : Billie Ross
- 2005 : Stone Cold (TV) : Abby Taylor
- 2005 : Lie with Me : Victoria
- 2006 : Miranda & Gordon : la mère (+ scénariste et productrice)
- 2006 : Jesse Stone: Night Passage (TV) : Abby Taylor
- 2008 : Un cœur d'athlète (Victor) (TV) : Donna Clavel